# Diourbel (departamento)
Diourbel é um departamento da região de Diourbel, no Senegal. Divide-se nos arrondissements de Ndindy e Ndoulo.